# Leioproctus maorium
Leioproctus maorium är en biart som först beskrevs av Cockerell 1913.  Leioproctus maorium ingår i släktet Leioproctus och familjen korttungebin. Inga underarter finns listade i Catalogue of Life.